# Membrana vitellina

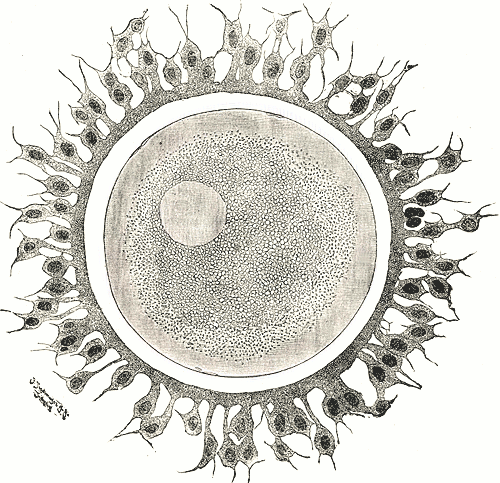
Menselijke eicel met eromheen een witte gordel, de zona pellucida, die op haar beurt weer omgeven wordt door de corona radiata

De membrana vitellina is een structuur die het buitenoppervlak van de plasmamembraan van een ovum (het oölemma) omgeeft of bij sommige dieren (bijv. vogels) de extracellulaire dooier en het oölemma. Het bestaat voornamelijk uit eiwitvezels met eiwitreceptoren die nodig zijn voor spermabinding die op hun beurt gebonden zijn aan spermaplasmembraanreceptoren. De soortspecificiteit tussen deze receptoren draagt bij aan het voorkomen van kruisingen tussen verschillende soorten.
Het wordt de zona pellucida genoemd bij zoogdieren.
Zodra de zaadcel fuseert met de eicel, treedt signaaltransductie op, wat resulteert in een toename van cytoplasmatische calciumionen. Dit veroorzaakt zelf de corticale reactie, die resulteert in het afzetten van verschillende stoffen op de membrana vitellina door exocytose van de corticale korrels, waardoor het wordt omgezet in een harde laag genaamd de "fertilisatiemembraan", die dient als een barrière die niet toegankelijk is voor andere zaadcellen. Hierdoor wordt polyspermie voorkomen.